# خلج (سالیان)
خلج (به ترکی آذربایجانی: Xələc، پیش از آن اسرافیل بی‌لی Israfilbeyli) یک منطقه مسکونی در جمهوری آذربایجان است که در شهرستان سالیان واقع شده‌است. خلج ۳۰۷۲ نفر جمعیت دارد.

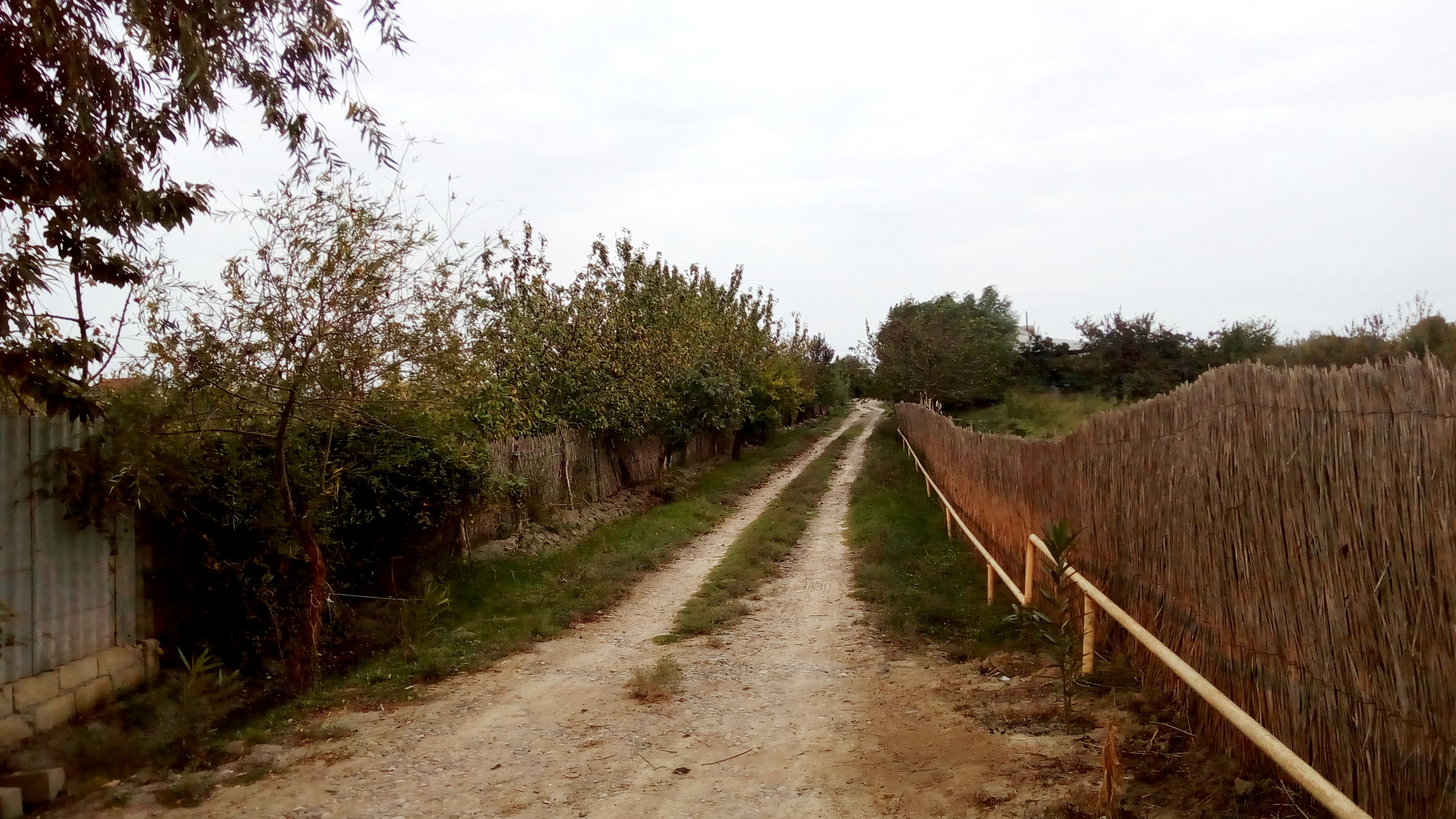
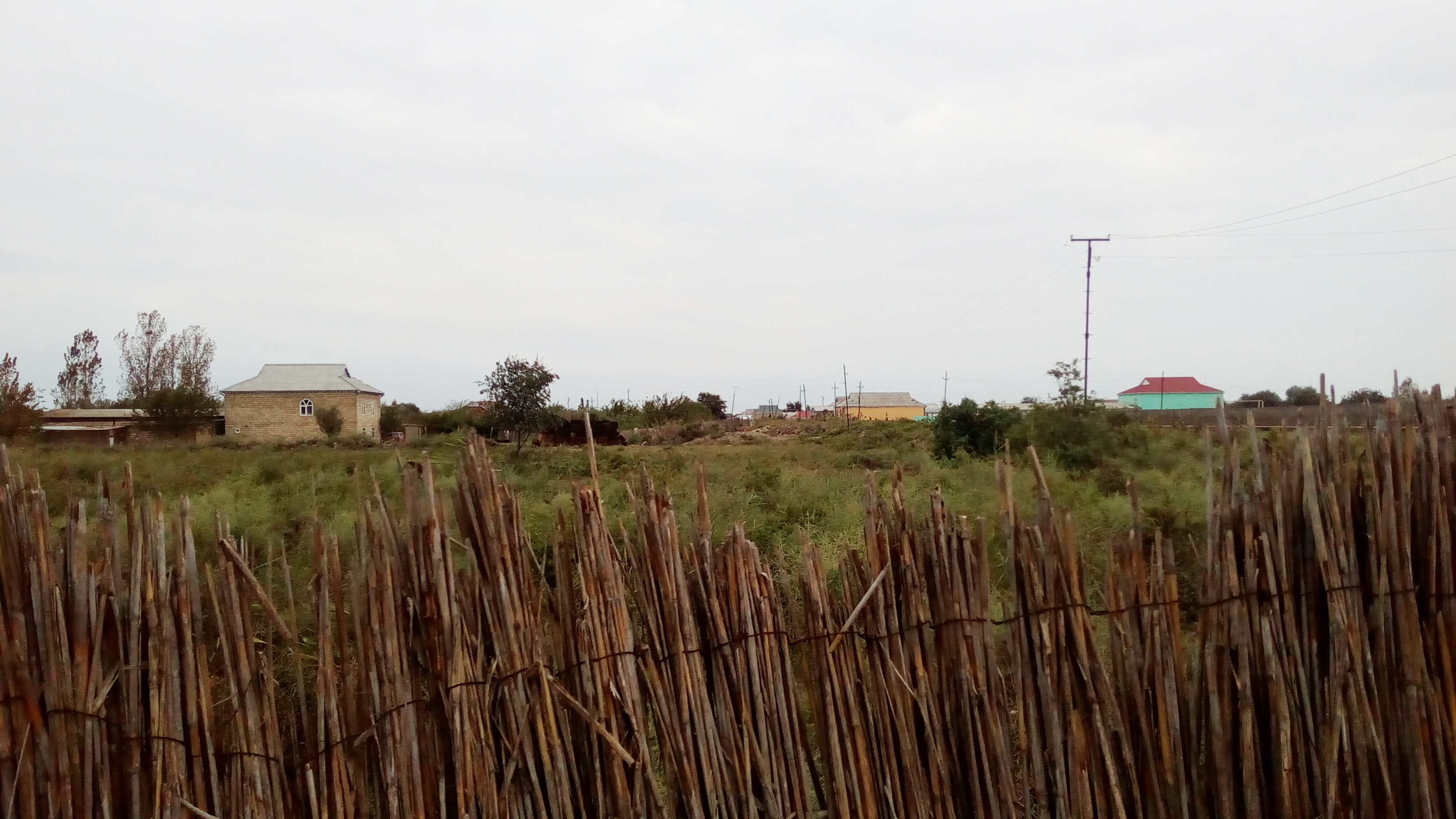